# CA Banfield
A Club Atlético Banfield egy argentin labdarúgóklub, melynek székhelye Banfield városában található. A klubot 1896-ban alapították. Jelenleg az első osztályban szerepel.
Hazai mérkőzéseit az Estadio Florencio Solában játssza. A klub hivatalos színei: zöld-fehér.

## Sikerek
Primera División
- Bajnok (1): 2009 Apertura

Copa de Competencia Jockey Club
- Döntős (1): 1933

Copa de Honor Municipalidad de Buenos Aires
- Győztes (1): 1920

Copa Estímulo
- Döntős (1): 1920

## A klub ismert játékosai
- Julio Ricardo Cruz
- Rodrigo Palacio
- Javier Zanetti